# Gare d’Anchamps
Gare d’Anchamps vasútállomás Franciaországban, Anchamps településen.

## Vasútvonalak
Az állomást az alábbi vasútvonalak érintik:
- Soissons-Givet-vasútvonal

## Kapcsolódó állomások
A vasútállomáshoz az alábbi állomások vannak a legközelebb:
- Gare de Laifour
- Gare de Revin